# Aleurolobus acanthi
Aleurolobus acanthi là một loài côn trùng cánh nửa trong họ Aleyrodidae, phân họ Aleyrodinae.
Aleurolobus acanthi được Takahashi miêu tả khoa học đầu tiên năm 1936.